# Значајна подручја за птице у Србији
Значајна подручја за птице у Србији, аутора Слободана Пузовића је књига настала у оквиру, и за потребе међународног пројекта изучавања птица IBA (енгл. Important Bird Areas). Пројекат води BirdLife International, светска кровна организација орнитолога.
Подручја од националног и међународног значаја за птице одређена су на основу IBA критеријума, прилагођених локалним биогеографским и еколошким условима. Успостављање мреже IBA подручја Србије пружа велике могућности и даје нови замах у проучавању и заштити птица. Инвентарисањем еколошки значајних подручја за птице попуњава се недостајућа карика у процесу заштите природе код нас. Књига у монографском смислу сажима тај рад.

## Позадина пројекта
Стратегија очувања све више нестајућег птичјег фонда захтева пре свега идентификацију и заштиту најважнијих станишта птица. Свака земља у оквиру свог законодавства, а на основу мишљења струке доноси одлуке о заштити таквих животних подручја, која су неопходна за опстанак птица, пре свега ретких и најугроженијих. Књиге и радови који дефинишу заштиту птица од велике су важности као испомоћ тог процеса, како би доносиоци одлука и сви важни субјекти боље сагледали проблем, и дали што конкретнији допринос заштити птица.
Међународни Пан-Европски програм "Значајна подручја за птице" (IBA) стартовао је званично 1987. године у оквиру Међународног савета за заштиту птица ICPB (енгл. International Council for Birds Preservation), који је основан 1922. Касније је та организација прерасла у BirdLife International (BLI). Разрада IBA критеријума и први попис значајних подручја за птице на нивоу Европе приређен је још 1981. Тада је настао списак од укупно 694 IBA подручја, али је рад спроведен само у оквиру 10 западноевропских земаља. Подстакнуто резултатима, и Европска комисија је пригрлила пројекат, те је формирала радну групу, што је резултирало првом IBA монографијом 1989. године.
Концепт пројекта је идентификација и специјално вредновање предела према значају за птице, њихово уписивање у међународне регистре и најзад, предузимање адекватних мера заштите и унапређења стања истих. Након што нека земља установи број IBA подручја, потребно је да води бригу о њиховој заштити, и о мониторингу њиховог стања.
До данас је на целом свету идентификовано преко 10.000 IBA подручја у оквиру 200 земаља, а циљ је да се успостави својеврсна мрежа тих станишта, која би омогућила дугорочно успешну међународну заштиту, несметано кретање, те природно мешање популација и регуларних миграција птица.
Овај пројекат је од свеобухватног научног значаја, пошто су птице веома добар индикатор дешавања у природи и животној средини. Оно што погоди њих, ускоро погађа и човека. Иако су птице по том погледу веома добро проучене, та знања нису адекватно пренета у праксу, пошто – и због наглог пропадања биодиверзитета – готово 40% врста птица у Европи има незадовољавајући статус заштите. Многе од тих Европских птица данас су чак већ и глобално угрожене са опасношћу од изумирања.

## Позадина књиге
Књига је студија трећег, најобимнијег покушаја да се дефинишу IBA подручја код нас. Прва фаза одвијала се у Србији крајем 1980-их година (координатор је био мр Борис Гаровников, орнитолог из Новог Сада), када је идентификовано 57 IBA подручја у границама СФРЈ, од тога свега 16 у Србији. Друга фаза пројекта одигравала се крајем 1990-их, када су раније идентификована IBA подручја евалуирана по новим критеријумима, а састављен је и нови инвентар. На нивоу Србије то је резултирало са бројем 36 изабраних подручја, која су прелиминарно испуњавала строге IBA критеријуме, а 1999. стигао је одговор из централе BLI како су задовољни са квалитетом обраде територије Србије, и званично је потврђено чак 35 IBA (није прихваћена само номинација Ртња).
Због изразитог тренда опадања бројности многих врста птица у Европи током последњих деценија, донети су нови, још строжи критеријуми, те је Србија поново стајала пред задатком ревидирања постојеће IBA листе. Раду се приступило 2000. године, на основу примене стандардизованих IBA критеријума (као што су: да ли подручје подржава глобално угрожене врсте, да ли се на том подручју птице концентришу у веће скупине, да ли подручје подржава осетљиве врсте везане за ограничене биоме, итд.). Орнитолошке процене су дате за период 2000-2009, да би се коначно дошло до 42 званична подручја и 5 кандидата, који потенцијално испуњавају услове али су за њих потребна додатна орнитолошка истраживања.
Коначно, рад је штампан и у монографији, атрактивној књизи на 280 страна у издању Министарства животне средине и просторног планирања, Завода за заштиту природе Србије и Покрајинског секретаријата за заштиту животне средине и одрживи развој. Књига је штампана у Београду, 2009. године.
Тај рад је био изазов, којим су домаћи орнитолози доказали да располажу знањима и вештинама потребним за егзактно утврђивање вредности наших подручја помоћу проверљивих научних метода.

## Списак IBA подручја Србије
IBA подручја Србије су уједно и најлепши и најбоље очувани предели Балкана и Средње Европе, а то су:
- Горње Подунавље
- Суботичка језера и пустаре
- Бечејски рибњак
- Јегричка
- Карађорђево
- Тителски брег
- Ковиљски рит
- Пашњаци велике дропље
- Слано Копово
- Окањ и Русанда
- Царска бара
- Горње Потамишје
- Средње Потамишје
- Вршачке планине
- Делиблатска пешчара
- Лабудово окно
- Ушће Саве у Дунав
- Дунавски лесни одсек
- Фрушка гора
- Обедска бара
- Босутске шуме
- Засавица
- Доње Подриње
- Цер
- Ваљевске планине
- Тара
- Увац и Милешевка
- Пештер
- Голија
- Горње Поморавље
- Овчарско-кабларска клисура
- Копаоник
- Ситница
- Проклетије
- Шар-планина
- Пчиња
- Власина
- Сува планина
- Сићевачка клисура
- Стара планина
- Ђердап
- Мала Врбица

Остала потенцијална подручја (будући кандидати):
- Акумулација Гружа
- Ресавска клисура
- Злотска клисура
- Ртањ
- Јерма